# Bridgewater (Virginia)
Bridgewater es una localidad del Condado de Rockingham, Virginia, Estados Unidos. Según el censo de 2000 tenía una población de 5.203 habitantes y una densidad de población de 837.0 hab/km².

## Demografía
Según el censo de 2000, había 5.203 personas, 1.788 hogares y 1.201 familias residiendo en la localidad. La densidad de población era de 837,0 hab./km². Había 1.850 viviendas con una densidad media de 297,6 viviendas/km². El 95,18% de los habitantes eran blancos, el 2,48% afroamericanos, el 0,12% amerindios, el 0,42% asiáticos, el 0,94% de otras razas y el 0,86% pertenecía a dos o más razas. El 3,08% de la población eran hispanos o latinos de cualquier raza.
Según el censo, de los 1.788 hogares en el 29,3% había menores de 18 años, el 55,4% pertenecía a parejas casadas, el 9,5% tenía a una mujer como cabeza de familia y el 32,8% no eran familias. El 29,2% de los hogares estaba compuesto por un único individuo y el 14,9% pertenecía a alguien mayor de 65 años viviendo solo. El tamaño promedio de los hogares era de 2,31 personas y el de las familias de 2,85.
La población estaba distribuida en un 18,9% de habitantes menores de 18 años, un 21,9% entre 18 y 24 años, un 22,9% de 25 a 44, un 17,6% de 45 a 64 y un 18,8% de 65 años o mayores. La media de edad era 34 años. Por cada 100 mujeres había 81,8 hombres. Por cada 100 mujeres de 18 años o más, había 77,0 hombres.
Los ingresos medios por hogar en la localidad eran de 41.038 dólares ($) y los ingresos medios por familia eran 49.777 $. Los hombres tenían unos ingresos medios de 35.579 $ frente a los 25.255 $ para las mujeres. La renta per cápita para la ciudad era de 18.215 $. El 5,3% de la población y el 3,4% de las familias estaban por debajo del umbral de pobreza. El 5,3% de los menores de 18 años y el 0,8% de los habitantes de 65 años o más vivían por debajo del umbral de pobreza.

## Geografía
Según la Oficina del Censo de los Estados Unidos, la localidad tiene un área total de 6,2 km², todos ellos correspondientes a tierra firme.